# ナブール県
ナブール県（ナブールけん、アラビア語：ولاية نابل、英語：Nabeul Governorate） は、チュニジアの県である。チュニジアの北東に位置する。人口は694,000人（2004年）、面積は2,788km2。県都はナブールである。

## 隣接する県
- スース県
- ザグアン県
- ベンナラス県